# Rody Agut
Rodolfo Juan Agut, conocido popularmente por su apelativo "Rody" Agut (Villa Maipú, Provincia de Buenos Aires, 3 de marzo de 1962), es un mecánico argentino, especializado en la preparación de motores de automóviles de competición. Dueño de una vasta trayectoria en el automovilismo deportivo, se destacó por haber preparado motores de pilotos campeones de las categorías Turismo Carretera y TC Pick Up. 
Inició su carrera acompañando al histórico motorista Omar Wilke (1939-2015), con quien conquistaron el título de Turismo Carretera 1993, de la mano de Walter Hernández, para luego dar paso a su actividad en forma personal. En esta última faceta, reverdeció laureles al obtener los campeonatos de 2013 (de la mano de Diego Aventín), 2020, 2021 y 2023 de Turismo Carretera y el campeonato 2023 de TC Pick Up (estos cuatro últimos, de la mano de Mariano Werner).
Si bien, sus principales títulos están relacionados con la preparación de motores de la marca Ford, Agut supo también desenvolverse en la preparación de motores de las demás marcas que compiten en el ámbito de la Asociación Corredores de Turismo Carretera, llegando a ser preparador exclusivo del primer equipo oficial de la marca Toyota del TC.

## Reseña biográfica

### Primeros años
Sus primeros pasos los realizó como aprendiz del histórico preparador Omar Wilke, junto al cual se inició trabajando en el taller de este último, ubicado en la localidad de San Martín. Allí, Agut tuvo su primer contacto con la preparación de motores, ayudando a Wilke en la unidad conducida por el piloto Walter Hernández, junto al cual obtuvieron el campeonato en el Turismo Carretera del año 1993, siendo este el quinto obtenido por Wilke (tras los títulos de Francisco Espinosa con Chevrolet en 1980 y el tricampeonato de Roberto Mouras con Dodge entre 1983 y 1985) y el primero de Hernández y Agut.
Con el paso del tiempo, "Rody" lograría independizarse de Wilke, armando su propio taller, donde iniciaría su etapa atendiendo motores de diferentes pilotos y equipos, iniciándose en la preparación de motores para la marca Ford, contando entre otros con pilotos como Diego Aventín o Juan Pablo Gianini. Al mismo tiempo, su campo laboral se extendería hacia pilotos de otras marcas, teniendo en su abanico de clientes a pilotos como Rafael Verna (quien había cerrado el año 2010 al comando de un Dodge Cherokee) o Agustín Canapino (con quien trabajó motorizando su Chevrolet en 2013).
Sin embargo, debieron pasar 20 años para que Agut volviese a preparar un coche campeón de Turismo Carretera, cuando fue convocado por el piloto Diego Aventín para motorizar su unidad en la temporada 2013. Con un Ford Falcon atendido por Walter Alifraco en el chasis y con la preparación de Rody Agut en el motor, el piloto de Morón conquistó su único campeonato de la especialidad, siendo a su vez el segundo en la cosecha personal de Agut y el primero como motorista independiente.
Tras la obtención de este título, volvería a diversificar su tarea, siendo sus servicios requeridos por distintos pilotos y grandes estructuras, tales como Juan Manuel Silva, Omar Martínez o el equipo JP Carrera. Pese a ello y a pesar de tener un lugar de consideración dentro del ambiente del Turismo Carretera, nuevamente vivió una sequía de resultados tras el título obtenido en 2013.

### Sociedad con Mariano Werner
Tras haber pasado seis años sin lograr títulos, Agut fue convocado en 2020 para formar parte del staff del equipo Memo Corse, para motorizar la unidad piloteada por Mariano Werner. Su ingreso se dio tras la salida de Marcelo Esteban, ex preparador histórico del desaparecido equipo Lincoln Sport Group y que trabajó con Werner hasta 2019.
Bajo la dirección de Marcelo Occhionero, la motorización de Agut y la atención en el chasis inicialmente de Ulises Armellini y más tarde de Marcos Laborda, Mariano Werner conquistó su primer campeonato de Turismo Carretera en 2020, presentándose con una estructura firmemente consolidada para el objetivo. Sin embargo, lo que había nacido con la propuesta de una sociedad sólida, se terminó quebrando al finalizar la temporada, cuando Occhionero pretendió reemplazar en su puesto a Agut, recibiendo como respuesta la oposición de Werner y el retiro del piloto con el motorista de la estructura Memo Corse.
En 2021, Werner recibió un ofrecimiento de Omar Martínez para volver a integrar su equipo, recibiendo como única condición, la contratación de Agut como motorista. Por segundo año consecutivo, la dupla Werner-Agut no dejó dudas y repitió lo logrado el año anterior, conquistando la segunda corona para el piloto entrerriano y el cuarto título del preparador de San Martín.
En 2022 a la par de ser convocado por el equipo Dole Racing para hacerse cargo de la preparación de los impulsores de los nuevos prototipos Toyota Camry TC, para ser estrenados en el Turismo Carretera, Agut mantuvo su alianza con Mariano Werner, quien para esa temporada anunció la apertura de un nuevo taller para su propia estructura, desvinculándose a su vez, de la estructura de Omar Martínez. Al igual que el año anterior, el rendimiento del conjunto mecánico y humano no desentonó, a pesar de terminar perdiendo el título por muy poco margen ante José Manuel Urcera y quedándose Werner con el subcampeonato.

### Incursión en el equipo oficial Toyota y otros clientes
En 2021, a la par de la sociedad mantenida con Mariano Werner en el Turismo Carretera, otros pilotos requirieron los servicios de Rody Agut, tales como Alan Ruggiero (Ford Falcon, RUS Med Team) y Marcos Landa (Torino Cherokee, Trotta Racing).
Por otra parte, en esta misma temporada se produjo el debut del equipo oficial Toyota Gazoo Racing Argentina de TC Pick Up, el cual contó con la presencia de Werner como piloto principal y con Rody Agut como preparador. En esta categoría, el equipo disputó la definición de la Copa Shell de TCPK, terminando Werner en la tercera colocación del campeonato. A la par de este equipo, Agut también proveyó motores para los pilotos Facundo Chapur (Alifraco Sport) y Pedro Boero (RUS Med Team). 
Los pergaminos cosechados por Agut como motorista, lo llevaron en 2022 a ser convocado por el equipo Dole Racing para hacerse cargo de la preparación de los impulsores de los nuevos prototipos Toyota Camry TC, para ser estrenados por el equipo con apoyo oficial de la marca japonesa en el Turismo Carretera. Su trabajo fue fuertemente respaldado por la escudería Dole Racing, debido a que los resultados obtenidos en esta temporada con el equipo oficial Toyota fueron aceptables, logrando 3 podios y la clasificación a la Copa de Oro con Matías Rossi. En tanto que en TC Pick Up, continuó proveyendo de motores al equipo oficial Toyota, que nuevamente llevó a Werner como piloto oficial.

## Palmarés
| # | Año  | Categoría         | Piloto           | Automóvil    |
| - | ---- | ----------------- | ---------------- | ------------ |
| 1 | 1993 | Turismo Carretera | Walter Hernández | Ford Falcon  |
| 2 | 2013 | Turismo Carretera | Diego Aventín    | Ford Falcon  |
| 3 | 2020 | Turismo Carretera | Mariano Werner   | Ford Falcon  |
| 4 | 2021 | Turismo Carretera | Mariano Werner   | Ford Falcon  |
| 5 | 2023 | Turismo Carretera | Mariano Werner   | Ford Falcon  |
| 6 | 2023 | TC Pick Up        | Mariano Werner   | Toyota Hilux |